# Hans Gerhard Biermann
Hans Gerhard Biermann (* 16. September 1933 in Niedermendig im Landkreis Mayen; † 17. Juli 2023 in Kempenich) war ein deutscher Bildhauer. Er leitete ab 1964 zusammen mit seinem Vater Alphons Biermann die Stein- und Holzbildhauerei der Kunstwerkstätten der Abtei Maria Laach und übernahm 1971 in der Nachfolge seines Vaters die Gesamtleitung der Werkstätten bis zum Jahr 2000. Er hat sich durch die Gestaltung neuer Kircheneinrichtungen in der früheren Bundesrepublik und in Berlin einen Namen gemacht und zahlreiche Schüler als Steinmetz und Steinbildhauer ausgebildet.

## Leben
Hans Gerhard Biermann wurde 1933 als ältester Sohn des Bildhauers Alphons Biermann und Clara geb. Preker in Niedermendig geboren und wuchs ab 1937 in Maria Laach (Ortsgemeinde Glees) auf. 1963 heiratete er Elisabeth Kutzbach, eine Großnichte von Friedrich Kutzbach, Architekt und Konservator der Stadt Trier. Aus der Ehe gingen drei Kinder hervor: Johannes Biermann (* 1964), Clemens Biermann (1966–2012) und Julia Biermann (* 1970). Seit 2000 arbeitete er in Wassenach in eigener Werkstatt freischaffend und beteiligte sich an Ausstellungen.

## Ausbildung und Studium
Nach Besuch der Volksschule in Bell (Landkreis Mayen) Mittelschule in Niedermendig absolvierte er von 1950 bis 1953 eine Lehre als Bildhauer in Stein und Holz und Steinmetz bei seinem Vater in Maria Laach. 1954 bis 1956 folgte ein Studium bei Kurt Schwippert und Hugo Kückelhaus an der Werkkunstschule Münster. 1957 arbeitete er bei Richard Brun in Zürich und studierte bei Franz Fischer (Bildhauer, 1900) an der Kunstgewerbeschule Zürich. 1958 legte er an der Steinmetzfachschule Mayen die Meisterprüfung als Bildhauer und Steinmetz ab.
1958 setzte er sein Studium an der Hochschule der Künste Berlin (HdK) (heute Universität der Künste) fort, zunächst bei Karl Hartung, anschließend bei Paul Baumgarten (Architekt, 1900) und Georg Neidenberger im Fach Architektur. 1964 absolvierte er das Examen als Werkarchitekt HBK. 1964 trat er als Leiter der Holz- und Steinbildhauerei in die Kunstwerkstätten der Ars liturgica Maria Laach ein. Aus seiner Schulung sind seitdem zahlreiche Gesellen und selbständige Bildhauermeister hervorgegangen.
Hans Gerhard Biermann hat zahlreiche Kunst- und Studienreisen unternommen, die in etlichen Skizzenbüchern Niederschlag fanden. Er fuhr immer wieder nach Frankreich und besonders nach Paris zum Studium der Kathedralen und der großen Museen. Aber auch Italien und vor allem Rom waren seine Ziele, sowie die skandinavischen Länder, England, Österreich, Spanien, Portugal und die USA. Er hat an vielen Ausstellungen im In- und Ausland teilgenommen (unter anderem in Kanada) und für seine Grabmale zahlreiche Preise und Auszeichnungen erhalten. Zum Ende seines Wirkens in Maria Laach 1999 hat ihm der Kreis Ahrweiler in Zusammenarbeit mit der Abtei Maria Laach dort eine umfassende Retrospektive seines Werks mit Katalog ausgerichtet. Biermann war Ehrenmitglied im Bundesverband Kunsthandwerk Kunsthandwerk Rheinland-Pfalz und der Künstlergilde Brohltal.

## Lebenswerk
Hans Gerhard Biermann hat bedeutende neue Kircheneinrichtungen in der ganzen BRD und in Berlin geschaffen, die oft die gesamte Raumgestaltung umfassen. So in St. Josef in Iserlohn 1974 oder St. Augustinus in Berlin-Lankwitz 1995. Seine Gestaltungen haben immer die Gesamtarchitektur im Blick.
Als Architekt gestaltete er mehrere Außen-Plastiken, Brunnen und Wandgestaltungen im öffentlichen und privaten Raum zu, darunter der Brunnen in der Fußgängerzone von Bremerhaven von 1980, das Majolika-Relief in der Eingangshalle des St. Petrus Krankenhauses in Bonn 1978. und den Markusbrunnen in Bergheim (Troisdorf) von 1998 in Basaltlava.
Das erste spektakuläre Ehrenmal ist das 9,20 Meter hohe vierseitige Kreuz mit vier Engeln als Vier Winde für die beiden beim Eisenbahnunfall von Radevormwald verunglückten Schulklassen, das auf dem kommunalen Friedhof in Radevormwald steht. Ein weiteres Ehrenmal Drei Jünglinge im Feuerofen findet sich auf dem Friedhof in Bad Breisig. Bei der haushohen Freiplastik Die vier Elemente an der Bürgerhalle in Kottenheim (Basalt 1998) greift er in der Naturform der heimischen Basaltstelen auf die monumentale Wirkung der Stonehenge in England bzw. auf archaische Großskulpturen zurück.
Darüber hat er zahlreiche Entwürfe zu vielfach gegossenen Kleinplastiken, Medaillen und liturgischen und profanen Geräten geschaffen. 1999 schuf er in Entwurf und Ausführung den Bischofsstab für Bischof Felix Genn, heute Bischof von Münster und damals Weihbischof in Trier.

## Auszeichnungen
- Förderpreis des Landes Rheinland-Pfalz 1966
- Silbermedaille Bundesgartenschau 1979
- Silbermedaille Bundesgartenschau 1984
- Urkunde des Bundespräsidenten für vorbildliche Ausbildung 1984